# Anomis psamathodes
Anomis psamathodes är en fjärilsart som beskrevs av Turner 1902. Anomis psamathodes ingår i släktet Anomis och familjen nattflyn. Inga underarter finns listade i Catalogue of Life.